# عبدالکریم حسین‌زاده
عبدالکریم حسین‌زاده (زاده ۱۳۵۹ نقده) سیاستمدار ایرانی است که از آبان ۱۴۰۳ معاون رئیس‌جمهور در امور توسعه روستایی و مناطق محروم کشور است. وی پیش‌تر نماینده حوزه انتخابیه نقده و اشنویه از استان آذربایجان غربی در دوره‌های نهم، دهم و دوازدهم مجلس شورای اسلامی بوده‌است.

## دوره نمایندگی مجلس
حسین‌زاده در انتخابات ۱۱ اسفند ۱۴۰۲ توانست برای بار سوم به عنوان نماینده مردم نقده، اشنویه، محمدیار و نالوس با ۳۶ هزار و ۴۱۶ رأی در دوره دوازدهم مجلس شورای اسلامی حضور پیدا کند. 
حسین‌زاده تجربه ریاست فراکسیون حقوق شهروندی در مجالس نهم و دهم،نایب‌رئیسی کمسیون عمران مجلس و نایب‌رئیسی فراکسیون امید را در کارنامه خود دارد.
او در دوران نمایندگی مردم در مجلس شورای اسلامی بر موضوعات فرهنگی و قومیتی و نحوه مدیریت جوامع چند فرهنگی و چند زبانه در ایران تأکید داشت و در مجلس و دیگر سخنرانی‌های رسمی کشوری و منطقه‌ای، پیرامون چگونگی بسط و گسترش زندگی مسالمت‌آمیز اقوام و مذاهب در ایران متمرکز است.
او در پیگیری مباحث حقوق شهروندی از جمله کولبران، مباحث و مسائل زیست‌محیطی، رفع فیلترینگ از فضای مجازی، برگزاری تجمعات مسالمت‌آمیز مدنی از نمایندگان پیشروی مجلس شورای اسلامی محسوب می‌شد.

## حواشی انتصاب به معاونت رئیس‌جمهور
عبدالکریم حسین‌زاده در تاریخ ۵ شهریور ۱۴۰۳ در حکمی از سوی مسعود پزشکیان، رئیس‌جمهور دولت چهاردهم ایران، به سمت معاون رئیس‌جمهور در امور توسعه روستایی و مناطق محروم کشور منصوب شد ولی طبق قانون نیاز به استعفا از نمایندگی مجلس داشت که در ۴ مهر ۱۴۰۳ و در جریان بررسی استعفای وی، صحن علنی مجلس بعد از توضیحات حسین‌زاده درباره دلیل استعفایش از نمایندگی مجلس و صحبت‌های مخالفان استعفا، در نهایت نمایندگان مجلس با ۱۰۷ رأی موافق، ۱۲۹ رأی مخالف و ۵ رأی ممتنع از مجموع ۲۴۷ نماینده حاضر با استعفای حسین‌زاده مخالفت کردند. در جلسه چهارشنبه ۹ آبان ۱۴۰۳ مجلس شورای اسلامی، بررسی تقاضای مجدد استعفای عبدالکریم حسین‌زاده، نماینده نقده و اشنویه از نمایندگی مجلس شورای اسلامی در دستورکار قرار گرفت. در نهایت، نمایندگان مجلس شورای اسلامی با استعفای مجدد حسین‌زاده از نمایندگی مجلس برای فعالیت به‌عنوان معاون رئیس‌جمهور در امور توسعه روستایی و مناطق محروم کشور با ۱۵۶ رأی موافق، ۶۹ رأی مخالف و ۵ رأی ممتنع از مجموع ۲۴۶ رأی، موافقت کردند. که رئیس‌جمهور نیز در ۱۲ آبان ۱۴۰۳ برای وی حکم جدید صادر کرد. پیش از این، آخرین عضو اهل سنت در دولت‌های ایران یحیی صادق وزیری بود که آخرین وزیر دادگستری پهلوی در کابینه شاپور بختیار و آخرین وزیر سنی مذهب ایران بود.